# Danh sách trận chung kết Cúp bóng đá châu Á
Cúp bóng đá châu Á là một giải đấu bóng đá được thành lập vào năm 1956. Giải đấu là cuộc tranh tài giữa các đội tuyển nam quốc gia của các thành viên Liên đoàn bóng đá châu Á (AFC), cơ quan quản lý châu Á của môn thể thao này và diễn ra với chu kì bốn năm một lần. Đội vô địch đầu tiên của giải đấu là Hàn Quốc vào năm 1956, đội đã giành chiến thắng trong một giải đấu diễn ra theo thể thức vòng tròn một lượt. Trận chung kết đầu tiên của giải diễn ra vào năm 1972 chứng kiến Iran đánh bại Hàn Quốc 2–1 sau hiệp phụ ở Băng Cốc, Thái Lan. Trận chung kết gần đây nhất được tổ chức tại Lusail, Qatar vào năm 2023 với việc đội chủ nhà Qatar đánh bại Jordan 3–1.
Trận chung kết Cúp bóng đá châu Á là trận đấu cuối cùng của giải đấu và kết quả của trận đấu quyết định đội tuyển nào được tuyên bố là nhà vô địch châu Á. Tính đến hiện tại, nếu sau 90 phút thi đấu chính thức, trận đấu có kết quả hòa thì sẽ tiếp tục diễn ra một khoảng thời gian thi đấu 30 phút, được gọi là hiệp phụ. Nếu vẫn có kết quả hòa sau hiệp phụ, trận đấu được quyết định bằng loạt sút luân lưu. Đội giành chiến thắng trong loạt sút luân lưu sau đó được tuyên bố là nhà vô địch. 13 trận chung kết cho đến nay đã xuất hiện 5 trận đấu bước vào hiệp phụ và 2 trận đấu trong số đó tiếp tục được quyết định bằng loạt sút luân lưu. Đội thắng được trao Cúp bóng đá châu Á.
Nhật Bản là đội thành công nhất giải đấu với bốn lần vô địch. Iran và Ả Rập Xê Út đều có ba lần, Hàn Quốc và Qatar có hai lần, Israel, Kuwait, Iraq và Úc có một lần.

## Danh sách các trận chung kết
| #      | Trận chung kết không diễn ra                          |
| dagger | Trận chung kết đã thắng trong hiệp phụ                |
| *      | Trận chung kết được quyết định bằng loạt sút luân lưu |

- Cột "Năm" đề cập đến năm giải đấu giải vô địch châu Á được tổ chức và liên kết wiki đến bài viết về giải đấu đó.
- Các liên kết trong cột "Vô địch" và "Á quân" trỏ đến các bài viết dành cho các đội tuyển bóng đá quốc gia của các quốc gia, không phải các bài viết dành cho các quốc gia.
- Các liên kết wiki trong cột "Tỷ số chung cuộc" trỏ đến bài viết về trận đấu chung kết của giải đấu đó.
- Nguồn:[2]

| Năm  | Vô địch     | Tỷ số                   | Á quân      | Địa điểm                              | Vị trí                                          | Khán giả                    |
| ---- | ----------- | ----------------------- | ----------- | ------------------------------------- | ----------------------------------------------- | --------------------------- |
| 1956 | Hàn Quốc    | Không có trận chung kết | Israel      | Thể thức vòng tròn một lượt           | Thể thức vòng tròn một lượt                     | Thể thức vòng tròn một lượt |
| 1960 | Hàn Quốc    | Không có trận chung kết | Israel      | Thể thức vòng tròn một lượt           | Thể thức vòng tròn một lượt                     | Thể thức vòng tròn một lượt |
| 1964 | Israel      | Không có trận chung kết | Ấn Độ       | Thể thức vòng tròn một lượt           | Thể thức vòng tròn một lượt                     | Thể thức vòng tròn một lượt |
| 1968 | Iran        | Không có trận chung kết | Miến Điện   | Thể thức vòng tròn một lượt           | Thể thức vòng tròn một lượt                     | Thể thức vòng tròn một lượt |
| 1972 | Iran        | 2–1                     | Hàn Quốc    | Sân vận động Quốc gia                 | Băng Cốc, Thái Lan                              | 15.000                      |
| 1976 | Iran        | 1–0                     | Kuwait      | Sân vận động Aryamehr                 | Tehran, Iran                                    | 100.000                     |
| 1980 | Kuwait      | 3–0                     | Hàn Quốc    | Sân vận động Sabah Al Salem           | Thành phố Kuwait, Kuwait                        | 25.000                      |
| 1984 | Ả Rập Xê Út | 2–0                     | Trung Quốc  | Sân vận động Quốc gia                 | Singapore                                       | 26.000                      |
| 1988 | Ả Rập Xê Út | 0–0                     | Hàn Quốc    | Sân vận động Al-Ahly                  | Doha, Qatar                                     | 20.000                      |
| 1992 | Nhật Bản    | 1–0                     | Ả Rập Xê Út | Hiroshima Big Arch                    | Hiroshima, Nhật Bản                             | 60.000                      |
| 1996 | Ả Rập Xê Út | 0–0                     | UAE         | Sân vận động Sheikh Zayed             | Abu Dhabi, Các Tiểu Vương quốc Ả Rập Thống nhất | 60.000                      |
| 2000 | Nhật Bản    | 1–0                     | Ả Rập Xê Út | Sân vận động thành phố thể thao       | Beirut, Li Băng                                 | 47.400                      |
| 2004 | Nhật Bản    | 3–1                     | Trung Quốc  | Sân vận động Công nhân                | Bắc Kinh, Trung Quốc                            | 62.000                      |
| 2007 | Iraq        | 1–0                     | Ả Rập Xê Út | Sân vận động Gelora Bung Karno        | Jakarta, Indonesia                              | 60.000                      |
| 2011 | Nhật Bản    | 1–0                     | Úc          | Sân vận động Quốc tế Khalifa          | Doha, Qatar                                     | 37.174                      |
| 2015 | Úc          | 2–1                     | Hàn Quốc    | Sân vận động Australia                | Sydney, Úc                                      | 76.385                      |
| 2019 | Qatar       | 3–1                     | Nhật Bản    | Sân vận động Thành phố Thể thao Zayed | Abu Dhabi, Các Tiểu Vương quốc Ả Rập Thống nhất | 36.776                      |
| 2023 | Qatar       | 3–1                     | Jordan      | Sân vận động Lusail                   | Lusail, Qatar                                   | 86.492                      |

## Kết quả theo quốc gia
| Đội tuyển quốc gia | Vô địch | Á quân | Tổng số | Năm vô địch            | Năm á quân             |
| ------------------ | ------- | ------ | ------- | ---------------------- | ---------------------- |
| Nhật Bản           | 4       | 1      | 5       | 1992, 2000, 2004, 2011 | 2019                   |
| Ả Rập Xê Út        | 3       | 3      | 6       | 1984, 1988, 1996       | 1992, 2000, 2007       |
| Iran               | 3       | 0      | 3       | 1968, 1972, 1976       | –                      |
| Hàn Quốc           | 2       | 4      | 6       | 1956, 1960             | 1972, 1980, 1988, 2015 |
| Qatar              | 2       | 0      | 2       | 2019, 2023             | –                      |
| Israel1            | 1       | 2      | 3       | 1964                   | 1956, 1960             |
| Kuwait             | 1       | 1      | 2       | 1980                   | 1976                   |
| Úc                 | 1       | 1      | 2       | 2015                   | 2011                   |
| Iraq               | 1       | 0      | 1       | 2007                   | –                      |
| Trung Quốc         | 0       | 2      | 2       | –                      | 1984, 2004             |
| Jordan             | 0       | 1      | 1       | –                      | 2023                   |
| UAE                | 0       | 1      | 1       | –                      | 1996                   |
| Ấn Độ              | 0       | 1      | 1       | –                      | 1964                   |
| Myanmar            | 0       | 1      | 1       | –                      | 1968                   |

1 = Israel đã bị trục xuất khỏi AFC vào đầu thập niên 1970 và cuối cùng trở thành thành viên của UEFA.